# Stan Dragoti
Stanley John Dragoti (New York, 4 oktober 1932 – Los Angeles, 13 juli 2018) was een Amerikaanse filmregisseur.

## Biografie
Dragoti werd geboren op 4 oktober 1932 in New York. Zijn ouders waren Albanese immigranten. Zijn interesse in cinematografie bracht hem naar Cooper Union College in New York en later naar het Visual Arts College. Hij produceerde ook advertenties voor de luchtvaart- en auto-industrie, en regisseerde advertenties voor de I love New York-campagne.
Van 1970 tot 1981 was Dragoti getrouwd met supermodel Cheryl Tiegs. Hij overleed op 13 juli 2018 in Los Angeles op 85-jarige leeftijd.

## Filmografie

### Als regisseur
- Dirty Little Billy (1972)
- McCoy (1976, televisieserie), aflevering: "In and Out Again"
- Love at First Bite (1979)
- Mr. Mom (1983)
- The Man with One Red Shoe (1985)
- She's Out of Control (1989)
- Necessary Roughness (1991)

### Als scenarioschrijver
- Dirty Little Billy (1972)
- Mr. Mom (1984, televisiefilm)